# Fugging (Gemeinde Tarsdorf)
Fugging (bis 2020 Fucking) ist eine Ortschaft in der Katastralgemeinde Hofstatt der Gemeinde Tarsdorf im Bezirk Braunau am Inn in Oberösterreich mit 114 Einwohnern (Stand 1. Jänner 2024). Der Ort ist seitens der amtlichen Statistik als Rotte klassifiziert. Der Österreichische Amtskalender 2012/2013 erwähnte Fucking als einen von 23 Siedlungsnamen in Tarsdorf.

## Geographie
Fugging liegt auf 470 m ü. A. rund 3 km südöstlich des Gemeindehauptortes Tarsdorf am Rand des Oberen Weilhartsforstes.

## Geschichte
Der Ortsname ist ab 1070 belegt und kann vermutlich von Adalpert von Vucckingen abgeleitet werden, der im 11. Jahrhundert in der Region lebte. Bereits im 6. Jahrhundert soll ein bayerischer Adeliger namens Focko die Siedlung gegründet haben. Das Suffix -ing ist im bairischen Raum eine häufige Ortsnamen-Endung.
Jahrhundertelang gehörte die Rotte zu Bayern. Erst durch den Frieden von Teschen im Jahre 1779 kam das gesamte Innviertel zu Österreich. 1850 wurde die politische Ortsgemeinde Tarsdorf gegründet. Bis 2004 gehörten Tarsdorf und damit auch Fucking zum Gerichtsbezirk Wildshut.

## Name
Auf der Urmappe des 19. Jahrhunderts ist die Ortschaft noch als Fuking verzeichnet, später schrieb man dann Fucking. Zum Jahresbeginn 2021 erfolgte eine Umbenennung in Fugging.

### Der Ortsname im öffentlichen Interesse

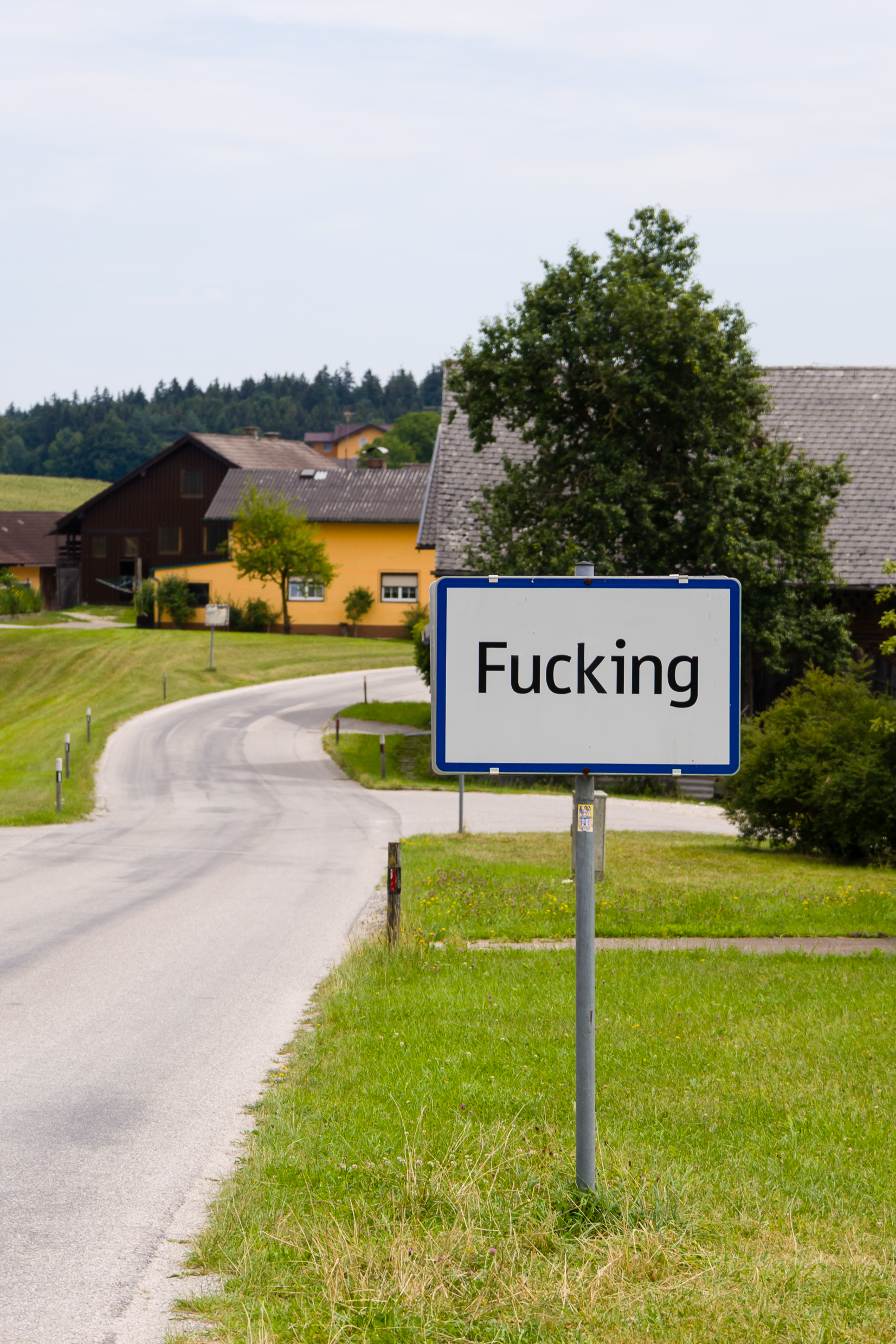
Frühere Ortstafel des damaligen Fucking

Der Ortsname erregte in seiner bis 2020 gültigen Schreibung beträchtliche Aufmerksamkeit. Fucking [ˈfʌkɪŋ] ist im Englischen das Partizip Präsens beziehungsweise auch das Gerundium zum Verb to fuck für ficken. Durch die häufige besonders adjektivische Verwendung in der englischen Sprache und den starken Einfluss derselben in Kontinentaleuropa ist das Wort auch im deutschen Sprachraum sehr bekannt. Aufgrund häufiger Berichterstattung stieg der Bekanntheitsgrad des Ortes so weit, dass insbesondere englischsprachige Touristen mit Bussen nach Fucking reisten, um sich vor den Ortstafeln fotografieren zu lassen. Weil diese Ortsschilder häufig gestohlen wurden, sicherte man im August 2005 alle acht Tafeln an den vier Ortseinfahrten durch Einbetonieren, Anschweißen und Vernieten gegen Diebstahl.
Für weiteres öffentliches Aufsehen sorgte die Registrierung der Marke Fucking Hell beim Europäischen Markenamt. Unter diesem Begriff wird seit 2010 ein Bier vermarktet. „Hell“ steht dabei für die in Süddeutschland und Österreich gängige Bierart Helles. Der Markenname wurde zugelassen. Es wurde jedoch von 2011 bis 2013 in der deutschen Privatbrauerei Waldhaus produziert.
Der Autor und Regisseur Kurt Palm schrieb 2010 eine Krimi-Groteske über das Leben in der oberösterreichischen Provinz, die als Anspielung auf den Ortsnamen den Titel Bad Fucking trägt. 2011 inszenierte er ein Bühnenstück nach seinem Buch im Linzer Theater Phönix. 2013 wurde der Roman von Harald Sicheritz verfilmt.
2017 war das damalige Fucking in Folge 12 der ersten Staffel in der Amazon-Serie The Grand Tour Etappenziel einer Rundreise von Wank (englisch für „wichsen“) über Kissing (englisch für „küssen“), Petting (Petting ist eine Sexualpraktik) und eben Fucking mit dem Endziel Wedding (englisch für „Hochzeit“).
2018 wurde das damalige Fucking im Rahmen einer PR-Aktion der Seite Pornhub zu einem sogenannten „Premium Place“. Im Rahmen dieses Programms erhalten alle Bewohner einen Gratiszugang zum Premium-Abonnement.

### Umbenennung

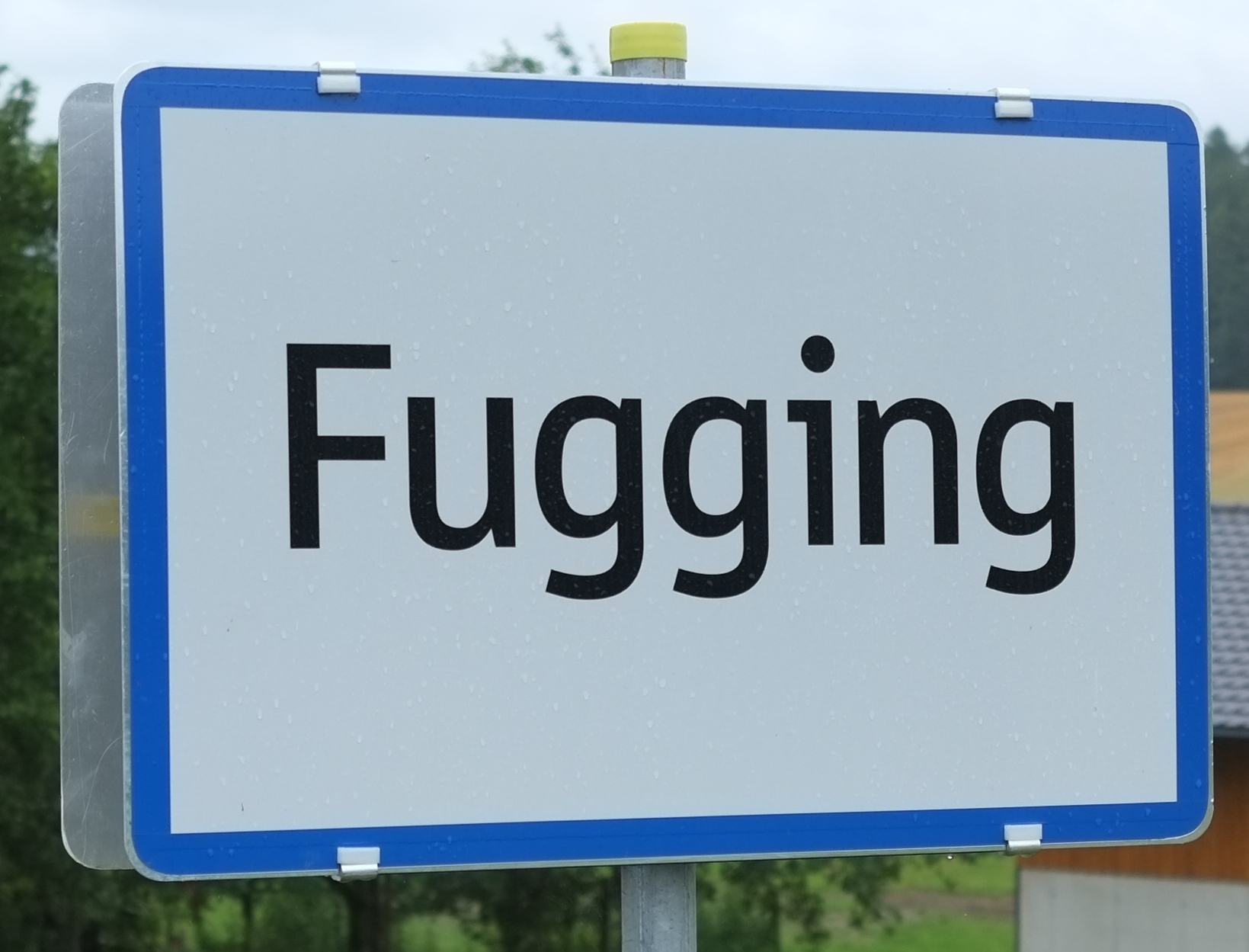
Heutige Ortstafel

Am 17. November 2020 beschloss der Gemeinderat von Tarsdorf unter Bürgermeisterin Andrea Holzner, die Ortschaft zum 1. Jänner 2021 in Fugging umzubenennen. Seither gibt es diesen Ortsnamen neben Fugging (Gemeinde Obritzberg-Rust) ein zweites Mal.
Nach der Umbenennung wurden Ortstafeln von unbekannten Tätern mit Lackspray übermalt, die Buchstaben „gg“ wurden mit „ck“ ersetzt. Die Gemeinde schenkte eines der Fucking-Ortsende-Schilder dem Haus der Geschichte Österreich in Wien, wo es in der Hauptausstellung gezeigt wird.

## Einwohnerentwicklung
Im Jahre 2001 hatte der Ort 93 Einwohner mit Hauptwohnsitz. Am 1. Jänner 2020 betrug die offizielle Einwohnerzahl 106 Personen. Damit ist Fugging die fünftgrößte Ortschaft in Tarsdorf. Die 40 Wohnhäuser werden durchnummeriert.

## Wirtschaft und Verkehr
Fugging ist landwirtschaftlich geprägt. Der Ort ist über eine Gemeindestraße mit Tarsdorf und der L501 Weilhartstraße im Westen sowie der östlich vorbeiführenden L1009 Mühlenstraße verbunden.